# Placówka Straży Celnej „Orzegów”

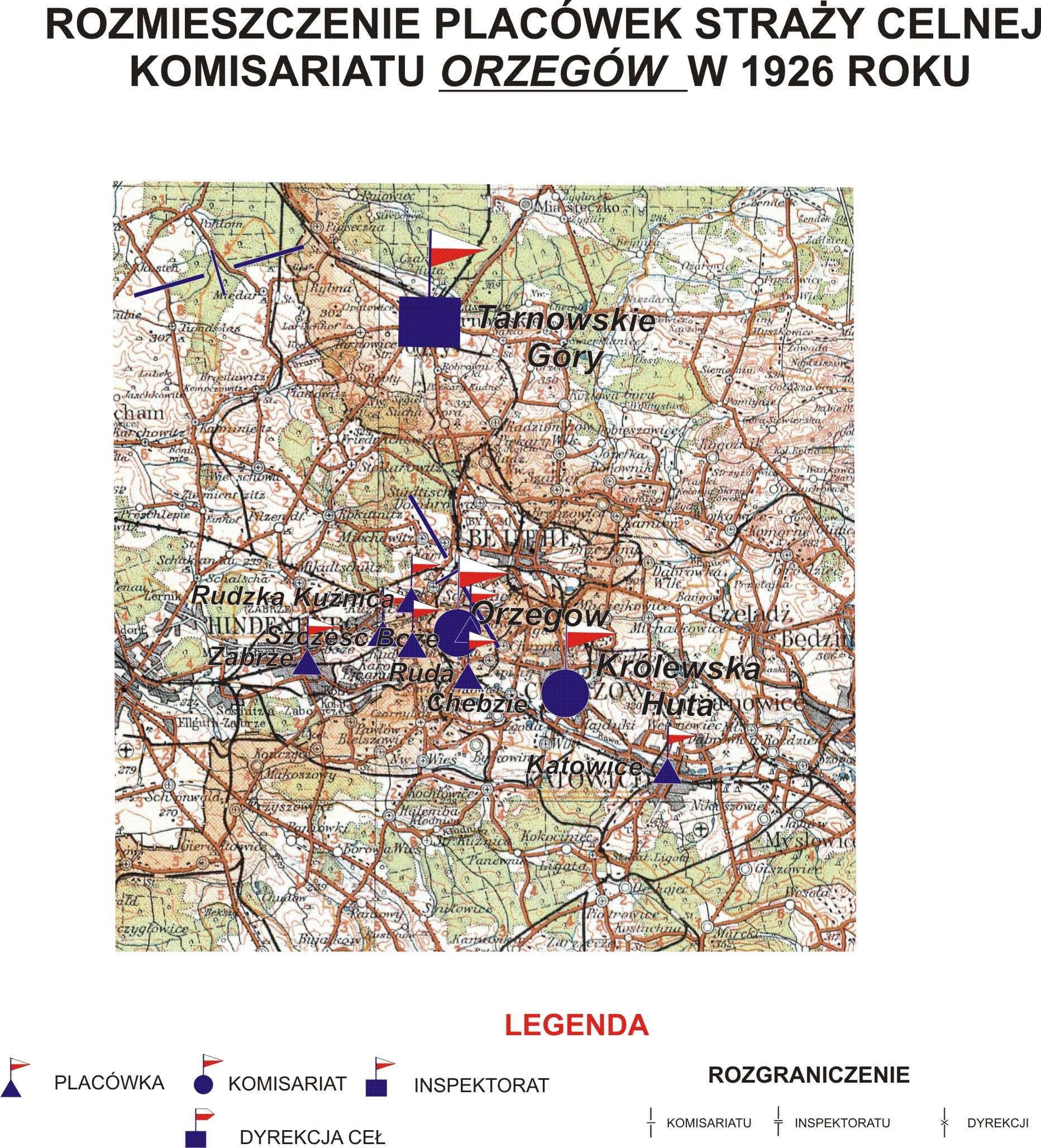
Rozmieszczenie placówek SC Komisariatu Orzegów w 1926

Placówka Straży Celnej „Orzegów” – jednostka organizacyjna Straży Celnej pełniąca w okresie międzywojennym służbę ochronną na granicy polsko-niemieckiej.

## Formowanie i zmiany organizacyjne
Na wniosek Ministerstwa Skarbu, uchwałą z 10 marca 1920 roku, powołano do życia Straż Celną. Od połowy 1921 roku jednostki Straży Celnej rozpoczęły przejmowanie odcinków granicy od pododdziałów Batalionów Celnych. Proces tworzenia Straży Celnej trwał do końca 1922 roku. Placówka Straży Celnej „Orzegów” weszła w podporządkowanie komisariatu Straży Celnej „Orzegów” z Inspektoratu SC „Tarnowskie Góry”.
W drugiej połowie 1927 roku przystąpiono do gruntownej reorganizacji Straży Celnej. W praktyce skutkowało to rozwiązaniem tej formacji granicznej. Ochronę północnej, zachodniej i południowej granicy państwa przejęła powołana z dniem 2 kwietnia 1928 roku Straż Graniczna.
Rozkazem nr 4 z 30 kwietnia 1928 roku w sprawie organizacji Śląskiego Inspektoratu Okręgowego dowódca Straży Granicznej gen. bryg. Stefan Pasławski powołał komisariat Straży Granicznej „Lipiny”. Placówka Straży Granicznej I linii „Orzegów” znalazła się w jego strukturze.

## Funkcjonariusze placówki
Kierownicy placówki
| stopień          | imię i nazwisko, numer | okres pełnienia służby | kolejne stanowisko |
| ---------------- | ---------------------- | ---------------------- | ------------------ |
| starszy strażnik | Jan Pilarek (766)      | był w 1926             |                    |

Obsada personalna placówki w 1926:
- starszy strażnik Jan Pilarek (766)
- starszy strażnik Paweł Juranek (370)
- starszy strażnik Franciszek Łabus (553)
- strażnik Jan Jokiel (383)
- strażnik Józef Paterok (752)
- strażnik Józef Matusik (624)
- strażnik Teodor Synoradzki (983)
- strażnik Roman Jakubowski (522)
- strażnik Aleksy Dziak (179)
- strażnik Paweł Wilczek (1255)
- strażnik Ludwik Zaczek (185)
- strażnik Michał Gis (70)
- strażnik Jan Skałecki (890)
- strażnik Karol Kramny (464)
- strażnik Karol Pakuła (785)
- strażnik Wawrzyniec Frajer (213)
- strażnik Jan Kogut (452)